# تور دوچرخه‌سواری بلژیک
تور دوچرخه‌سواری بلژیک مسابقهٔ دوچرخه‌سواری مرحله‌ای است که به صورت سالانه به مدت پنج روز در بلژیک برگزار می‌شود. این مسابقه از سال ۱۹۰۸ تا ۱۹۸۱ به جز دوران جنگ‌های جهانی به صورت سالانه برگزار می‌شد. چند دوره در سال‌های ۱۹۸۲ تا ۱۹۹۰ برگزار نشد. سپس برگزاری آن از سال ۱۹۹۱ تا ۲۰۰۱ متوقف شد. اما دوباره در سال ۲۰۰۲ مسابقه ازسرگرفته‌شد.
از آغاز مسابقات پروتور در سال ۲۰۰۵ به نظر می‌رسید که این مسابقه با تور انکو الحاق شود؛ ولی تاکنون این اتفاق نیفتاده است و در حال حاضر، تور بلژیک بخشی از تور دوچرخه‌سواری اروپا است.

## برندگان چندگانه
| نام                 | کشور  | پیروزی | دوره             |
| ------------------- | ----- | ------ | ---------------- |
| تونی مارتین         | آلمان | ۳      | ۲۰۱۲، ۲۰۱۳، ۲۰۱۴ |
| Louis Mottiat       | بلژیک | ۲      | ۱۹۱۴، ۱۹۲۰       |
| Emile Masson        | بلژیک | ۲      | ۱۹۱۹، ۱۹۲۳       |
| René Vermandel      | بلژیک | ۲      | ۱۹۲۱، ۱۹۲۲       |
| Henri Van Kerckhove | بلژیک | ۲      | ۱۹۵۲، ۱۹۵۴       |
| Noël Foré           | بلژیک | ۲      | ۱۹۵۸، ۱۹۶۲       |
| ادی مرکس            | بلژیک | ۲      | ۱۹۷۰، ۱۹۷۱       |
| Roger Swerts        | بلژیک | ۲      | ۱۹۷۲، ۱۹۷۴       |
| Frans Maassen       | هلند  | ۲      | ۱۹۸۸، ۱۹۹۰       |
| Stijn Devolder      | بلژیک | ۲      | ۲۰۰۸، ۲۰۱۰       |